# Río Caribe
Río Caribe es un pueblo venezolano costero situado al oriente de Venezuela, más específicamente en la margen norte de la Península de Paria, en territorio del Estado Sucre. Es la capital del Municipio Arismendi y de la parroquia civil homónima. Para 2013 contaba con una población de 32.019 habitantes según el INE. 

## Historia
Si bien existen diferentes teorías, generalmente se atribuye su fundación a Diego de Brito, quien levantó el caserío en 1647 con vecinos provenientes de Cumaná y de la isla de Margarita. El núcleo del asentamiento, la iglesia de San Miguel Arcángel, se terminó de edificar en 1717. Los franceses a partir de 1630 se acercaron a esta zona atraídos por la riqueza perlífera pero sin ninguna intención de radicarse, ya que al igual que los holandeses e ingleses, se habían dedicado a la piratería y otros más honorables se unieron a las causas independentistas o de colonización.
El arraigo de los corsos en la zona de Paria del Estado Sucre en Venezuela, comienza a fines del siglo XVIII después de que empiece a observarse la tendencia de ubicarse en las islas cercanas, Puerto Rico, Martinica, Guadalupe, Trinidad, Tobago y Grenada. Debido a la necesidad de abastecerse de insumos (madera, tabaco, alimentos, ganado vacuno y otros) que podían conseguir en Paria por ser el sitio más cercano y que por otra parte estaba aislado dentro de la Provincia de Nueva Andalucía a la que pertenecía, los corsos comienzan las relaciones con los lugareños e impulsan el auge comercial. Por esta región comienza la entrada de corsos ya sea por Río Caribe, Güiria o por Carúpano, que eran ya puertos comerciales y así se fue levantando su economía propia, se cultivaba la caña de azúcar, el café y el cacao, etc. 
Los franceses de origen corso, que comerciaban desde las islas antillanas, vieron mayores posibilidades de radicarse en las tierras Continentales de Paria donde había menos competencia. Muchos de ellos se convirtieron en agentes de casas comerciales, los primeros en llegar se estima que fueron los Oletta, nombre también de un pueblo corso, ya que anteriormente los recién llegados adquirían el nombre del pueblo de su procedencia. Luego otros corsos irán llegando traídos, bien por los parientes establecidos en la región o por su propia voluntad, pero siempre estimulados por las noticias alentadoras que los primeros hacían llegar a Córcega.
Así, gran cantidad de franceses de origen corso vinieron a radicarse especialmente a esta zona del estado Sucre, donde formaron hogares honorables y ofrecieron ejemplos de sentimientos generosos, de consagración al trabajo y voluntad de progresar en todas sus manifestaciones que aún hoy en día se hacen notar en los lugares donde se establecieron como en Carúpano, Río Caribe, El Pilar, Yaguaraparo, Irapa, Güiria y Cariaco entre otros. La técnica del cultivo del cacao fue mejorada por los corsos franceses incrementando sensiblemente la producción. En este período se observa un desarrollo económico en Carúpano, que lo convierte en un dinámico puerto.
En 1827, se detectan en Carúpano, Río Caribe y Güiria los siguientes apellidos corsos controlando la actividad comercial: Oletta, Morandi, Lucca, Franceschi, Prosperi, Grisanti, Paván, Luigi, Pietri, Padovani, Cipriani y Giusti entre otros.
Para finales del siglo XIX, ya Río Caribe junto a Carúpano y Güiria eran pueblos refinados y sólidos desde el punto de vista social, cultural y político, es por eso que Paria es una región histórica por excelencia distinguida por una cultura que se ha entremezclado con el pueblo nativo que los acogió.
Hoy en día los «nobles labradores de una hermosa isla mediterránea» son inseparables del proceso histórico pariano y conforman una historia que comenzando en las Antillas francesas en los siglos XVII y XVIII entrelazan: «…el barroco exuberante de una plantación de cacao pariana con el refinado neoclasicismo francés…».
La madrugada del 20 de julio de 2014 fue asesinado su alcalde Enrique Franceschi en su residencia.

## Economía
Río Caribe tiene un puerto pesquero de alta importancia para el Estado. Además del cultivo del cacao, también se realizan pequeñas actividades agroindustriales con producción y procesamiento de plátanos y maíz. A 30 km de su costa, se sitúa una importante cuenca gasífera, con reservas de petróleo liviano. Posee un puerto de cabotaje nacional e internacional, que permite el desarrollo de la actividad pesquera de esta localidad. También posee funciones comerciales, bancarias y de servicios, que permiten dar facilidades al turista que visita la región por sus hermosas playas (Medina, Pui Pui), zona protectora de tortugas marinas y son aptas para la práctica del surfing.

## Turismo
Entre los íconos turísticos más importantes de esta población se encuentra la Iglesia de San Miguel, erigida en 1717 y reconstruida en 1919. Es la mejor evidencia de la arquitectura colonial que predomina en la localidad. Otros sitios de interés son la Ermita (1901), la plaza Bolívar (1930) y el Monumento al Cristo Rey (1956). Todos los años, del 26 al 29 de septiembre, tiene lugar la Feria de San Miguel, la cual se ha constituido, junto con el Carnaval, como la celebración más importante en el calendario de sus parroquianos.
La gastronomía, la artesanía y la hospitalidad son otros atractivos de esta localidad. Eso sin contar sus angostas calles y avenidas, que permiten el acceso a plazas y a una gran cantidad de casas coloniales que evocan la rica historia de la zona. Las hermosas playas Medina y Pui Pui se consideran entre las mejores del Caribe; además de ser zona protectora de tortugas marinas, su oleaje las hace aptas para la práctica del surfing.
La localidad cuenta con una variedad de posadas turísticas, como El Picoteo de Lily, Posada Isangel, Posada Amor y Sol, La Ruta del Cacao, La Casa de Mita, entre otras, donde se ofrece gastronomía típica, buena comodidad y orientación turística para un mejor conocimiento del lugar.
Río Caribe es llamada la «Ciudad de los Señores del Cacao», pues allí se encuentra la Hacienda Agua Santa, donde se cultiva, para el consumo nacional e internacional, uno de los mejores cacaos del país. Los turistas pueden conocer el proceso, desde la plantación hasta el secado, e incluso disfrutar de visitas guiadas que culminan con la degustación de un chocolate en taza preparado en la misma hacienda.

## Educación
Se encuentran diversos centros educativos tanto públicos como privados, entre estos encontramos: (Liceo Dr. Carlos Francisco Grisanti) ubicado en calle principal "14 de Febrero". (Liceo Dr. Juan Pablo Rojas Paúl) y el liceo privado (U.E.P. Prof. Bruno Rafael Bello Cedeño), ubicado en la Av. Bermúdez. También se puede encontrar instituciones de educación especial.  

## Personajes ilustres
- Juan M. Paván: fue quien trajo la primera planta eléctrica del Oriente (Río Caribe), fundador del Teatro Elena, productor de Cacao (Cangua). Empresario destacado en Venezuela.
- Andrés Pietri Méndez: médico y padre de la dos veces primera dama, Alicia Pietri.
- Pedro Ortega Díaz: abogado y político comunista venezolano.
- Dr .Juancho Otaola Paván: constructor del puente sobre el lago de Maracaibo, puente de Angostura, presa de Guri en su segunda etapa y presa Macagua 2, Torre Reloj UCV, ministro del Ambiente y de los Recursos Naturales y Renovables.
- Crisanta Sotillo de Rivera: importante y querida educadora, escritora, reconocida por sus libros Sueños de otoño, Epifanías de Faña
- Dr. Juan Otaola Rogliani 1887-1956: médico de Oriente, diputado al Congreso Nacional. Nombre del Ambulatorio Carúpano
- Dr. Luis A. Petri: famoso arquitecto estaciones del Teleférico de Caracas.
- Eunice Gómez: insigne educadora venezolana, fundadora y directora del Instituto Educacional Altamira; y confundadora de Institutos Educacionales Asociados (IEA) junto a la Dra. Luisa Elena Vegas.
- Irene Esser: Miss Venezuela 2011.
- Hernando Grisanti Aveledo: ilustre penalista, autor de diversos libros en materia de derecho penal. Abogado summa cum laude y Doctor en Derecho por la Universidad de Carabobo.
- Mena Lugo de Alcalá: reconocida y venerable miembro de las damas de la Legión de María, respetada por su gran lucha a favor del mejoramiento de los servicios públicos de la calle El Pilar.
- Arturo Hernández Grisanti: ministro de Minas e Hidrocarburos.

Gregorio Valencia: artista y restaurador.

## Ciudades hermanas
- Malabo, Guinea Ecuatorial